# Hamed Al-Balushi
Hamed Al-Balushi (en árabe: حامد حمدان البلوشي‎; Omán, 2 de marzo de 1980) es un exfutbolista de Omán que jugaba en la posición de delantero.

## Carrera

### Club
| Periodo   | Club         |
| --------- | ------------ |
| 2000-2011 | Al-Shabab SC |
| 2012-2017 | Fanja SC     |

### Selección nacional
Jugó para Omán en una ocasión el 23 de enero de 2007 ante Yemen en Abu Dabi por la Copa de Naciones del Golfo de 2007. Estuvo en la selección que participó en la Copa Asiática 2007 pero no jugó.

## Logros
- Liga Profesional de Omán (1): 2015/16
- Copa del Sultán Qabus (1): 2013/14
- Copa de la Liga de Omán (1): 2014/15
- Supercopa de Omán (2): 2012, 2015